# ТЕС Россано
39°37′19″ пн. ш. 16°36′30″ сх. д. / 39.62194° пн. ш. 16.60833° сх. д.
ТЕС Россано – теплова електростанція на півдні Італії у регіоні Калабрія, провінція Козенца.
У 1976 – 1977 роках на майданчику станції ввели в експлуатацію чотири конденсаційні енергоблоки з паровими турбінами потужністю по 320 МВт, розраховані на використання нафти (на етапі розпалювання споживалось дизельне пальне).
А в 1994 – 1995 роках існуючі енергоблоки доповнили чотирма газовими турбінами потужністю по 115 МВт, розрахованими на спалювання природного газу. Через котли-утилізатори вони були пов’язані із конденсаційними блоками, що створювало схему комбінованого парогазового циклу. Втім, враховуючи співвідношення потужності парових та газових турбін, останні виконували лише допоміжну функцію, тоді як основну частину необхідної для продукування пару енергії отримували у головних котлах блоків 1 – 4. 
Починаючи з 2010 року ТЕС працювала лише епізодично. Її потужність рахувалась як 870 МВт (енергоблоки №3 та №4 з відповідними газовими турбінами), а відпрацьований станцією час становив менше 200 годин на рік. В середині 2000-х існував проект переведення станції на споживання вугілля із застосуванням технології ультрасуперкритичного парового циклу, проте він був відхилений на етапі отримання необхідних погоджень. В 2016-му власник ТЕС компанія ENEL оголосила про відбір пропозицій щодо перепрофіліювання майданчику.
Видалення продуктів згоряння конденсаційних енергоблоків відбувалось за допомогою двох димарів висотою по 200 метрів, а для газових турбін встановили чотири зібраних у єдиний пакет димарі висотою по 100 метрів.
Зв’язок із енергомережею відбувався по ЛЕП, розрахованим на роботу під напругою 380 кВ та 150 кВ.